# Johannes Erben
Johannes Erben (* 12. Januar 1925 in Leipzig; † 21. Januar 2023 in Bonn) war ein deutscher Germanist, Linguist und Hochschullehrer.

## Werdegang
Johannes Erben studierte ab 1946 in Leipzig, wo er 1949 bei Theodor Frings promoviert wurde. 1953 folgte in Berlin die Habilitation an der Humboldt-Universität, wo er 1954 Professor für Deutsche Philologie wurde. 1964 wurde er als ordentliches Mitglied in die Deutsche Akademie der Wissenschaften zu Berlin aufgenommen.
1965 verließ Erben die DDR und erhielt den Lehrstuhl für deutsche Sprache und Literatur am Institut für Germanistik der Universität Innsbruck, den er bis 1979 innehatte. Außerdem leitete er das DFG-Forschungsprojekt Deutsche Wortbildung des Instituts für Deutsche Sprache in Mannheim. 1979 wechselte Erben nach Bonn, wo er an der dortigen Universität den Lehrstuhl für Deutsche Sprache und ältere Literatur (unter Einschluss des Niederländischen) übernahm  und 1990 emeritiert wurde. 1985 erhielt er ein Ehrendoktorat der Universität Innsbruck. 1992 wurde er zum korrespondierenden Mitglied der Göttinger Akademie der Wissenschaften gewählt.
Erben machte sich einen Namen als einer der führenden Dependenzgrammatiker und Wortbildungsforscher der deutschen Sprache.